# روادیان
روادیان (۹۵۵–۱۰۷۱)، دودمانی کُردتبار بودند که از اوایل سده سوم تا اواخر سده پنجم بر آذربایجان و بخش‌هایی از ارمنستان حکومت می‌کردند. مرکزیت حکومت آن‌ها تبریز و مراغه بود.

## آغاز
کسروی معتقد است: دو خاندان مهم به نام روادی معروف بودند یکی خاندان رواد ازدی که نژاد تازی داشتند و دیگری خاندان محمد بن شداد حاکم آران که چون نژاد کردی داشتند و از تیره معروف روادی بودند روادیان خوانده می‌شدند. ابن‌خلّکان تاریخ‌نگار کُرد رَوّادیان را از آغاز کُردتبار دانسته است. ولی برخی منابع مانند داشنامه جهان اسلام بیان می‌دارند ابن خلکان به اشتباه این خاندان را کرد تبار دانسته است برخی منابع دیگر بیان میکنند که رَوّادیان، در ابتدا خاندانی عرب‌تبار بودند که در قرن هشتم میلادی به آذربایجان مهاجرت کردند، اما تا قرن دهم میلادی با استحاله در جمعیت مردم منطقه از نظر زبانی و فرهنگی کرد گردیدند. از این رو در قرن دهم میلادی به عنوان یک خاندان کُردتبار شناخته می‌شدند. نیای این خاندان مُثنّی از قبیلهٔ عرب‌تبار اَزْد بود که در نیمهٔ اول قرن دوم هجری قمری به فرمان یزیدبن حاتم، والی آذربایجان، به همراه دیگر یمنیان از بصره به آذربایجان کوچ کردند و یزیدبن حاتم حکومت منطقه بین تبریز و بَذ را به روادبن مثنّی سپرد. روادیان به تدریج از اوایل قرن دهم میلادی از نظر فرهنگی کرد شده و شروع به استفاده از کلمات کردی مملان به جای محمد و احمدیل به جای احمد در نام‌هایشان کردند. کلیفورد ادموند باسورث در این‌باره می‌گوید:
... با وجود اینکه دیلمیان مهم‌ترین نقش را در افزایش قدرت مردمان ایرانی کوهستانی شمالی ایفا کردند اما نقش دیگر اقوام ایرانی از جمله کردها نیز به همان اندازه مهم بود، از جمله آنها می‌توان روادیان را برشمرد (بعدها نام «رواد» در منابع مرسوم شد) که در اصل از قبیله عرب ازد بودند، اما به تدریج در زبان و فرهنگ مردم آن‌زمان آذربایجان (به خصوص مناطق اطراف تبریز) که کردتبار بودند، آسیمیله شده و کرد شدند …»
هیو کندی نیز در مورد روادیان و دیگر سلسله‌های کرد آن‌زمان می‌گوید:
سلسله‌های کرد که در نیمه دوم قرن چهارم تا دهم میلادی به قدرت رسیدند شامل آل حسنویه و بنی عیاران در زاگرس مرکزی، روادیان و شدادیان در آذربایجان و مروانیان در شمال عراق و جنوب‌شرقی آناتولی بودند، که قدرت‌شان را تنها بر پایه نیروی نظامی طوایف کرد پایگذاری کرده بودند. آنها برخلاف آل بویه هرگز در خود نیازی برای به‌کارگیری سربازان تُرک نمی‌دیدند، زیرا که آنها به تنهایی قادر به تأمین نیروی نظامی‌شان از میان جنگ‌جویان کوهستانی کُرد خود بودند.

## وَجناء، محمد و یحیی
روادبن مثنّی سه پسر به نامهای وَجناء، محمد و یحیی داشت. بلاذری و یاقوت تجدید بنای شهر تبریز و آباد ساختن آن را از اقدامات خانوادهٔ رواد به‌ویژه پسران او دانسته‌اند. آنان همچنین به دور شهر بارو کشیدند. پسران رواد در دوره‌های مختلف بر ضد خلفای عباسی شوریدند. وجناء به همدستی صدقةبن علی، حاکم ارومی، بر هارون‌الرشید طغیان کرد. به نظر می‌رسد شورش وجناء را خزیمةبن خازم سرکوب کرده باشد.
محمدبن رواد، که در آغاز خلافت مأمون در تبریز حکومت می‌کرد، سر به شورش برداشت، اما سپس به اطاعت مأمون درآمد. ابن‌خرداذبه در ۲۳۲ ــ هنگامی که محمدبن رواد در تبریز حکومت می‌کرد از آن شهر دیدن کرده بود. به گفتهٔ ابن‌ندیم، بابک خرم‌دین پیش از قیامش، دو سال در تبریز نزد محمدبن رواد بود.
یحیی‌بن رواد پس از برادرش محمد، به فرمان متوکل عهده‌دار حکومت تبریز شد. او نیز همچون برادرانش یاغی شد، اما در ۲۳۵ حمدویةبن علی، یکی از سرداران متوکل، وی را دستگیر کرد و به بغداد فرستاد. از این پس تا حدود ۳۴۴ که ابن‌حوقل از حکومت ابوالهَیجابن رواد بر اهر و زرقان یاد کرده است، از این خاندان اطلاعی نیست. با توجه به فاصلهٔ زمانی حکومت محمدبن رواد و ابوالهیجا، بعید است که ابوالهیجا فرزند رواد باشد و احتمالاً از نوادگان اوست.

## ابوالهیجا
ابوالهیجا در ۳۴۹ به همراه جستان‌بن شرمزن، به طرفداری از وهسودان سالاری (از امیران سالاریان)، با ابراهیم سالاری (امیرزاده خاندان سالاریان) جنگید و پیروز شد.
به گفتهٔ باسورث، در فاصلهٔ حکومت محمدبن رواد تا ابوالهیجا که بیش از یک سده به طول انجامید، «روادیان کرد شدند و اسامی کردی برگزیدند». به نظر می‌رسد پیوندهای ازدواج سبب این امر شده بود. ابوالهیجا در ۳۷۷ به شهر دوین، که در قلمرو ابودلف شیبانی (امیرشروان) بود، حمله و آنجا را غارت کرد. او در سال بعد به واسپورگان حمله برد، اما در جریان این لشکرکشی درگذشت. ابوالهیجا ۳۶ سال حکومت کرد.

## مملان
پس از ابوالهیجا، پسرش ابونصر محمد معروف به مَمَلان به جانشینی او رسید. در اوایل حکومت مملان، ابودلف شیبانی دوین را تصرف کرد. مملان در دوران حکومت خود از یک سو با مخالفت برادرش، مرزبان، و از دیگر سو با یورش داوید، والی شمال ارمنستان و دست نشاندهٔ امپراتور روم شرقی، روبه‌رو بود. او در جنگ با داوید شکست خورد و ملازگرد به تصرف امپراتوری روم شرقی درآمد. مملان در سال ۳۸۸، بار دیگر سپاهی گردآورد و با عنوان جهاد به سوی ملازگرد رفت، اما از سپاهیان متحد ارمنی و گرجی شکست خورد. از سال ۳۹۴، دیگر نامی از مملان در آثار مورخان نیست، ظاهراً او در همین حدود درگذشته است.

## ابونصر حسین
پس از مملان، پسرش ابونصر حسین به جای او نشست، اما نام مملان تا ۴۰۵ همچنان بر سکه‌ها ضرب می‌شد. از این‌رو یا سال مرگ مملان به خطا ذکر شده، یا ابونصر همچنان به نام پدرش سکه می‌زده است. از رویدادهای دورهٔ حکومت ابونصر اطلاعی نیست. ظاهراً او در ۴۱۶ وفات یافت و برادرش ابومنصور (نصر) وهسودان به حکومت رسید.

## وهسودان
او نام‌آورترین امیر روادی است. در دورهٔ حکومت ابومنصور وهسودان، نخستین گروه‌های ترکان غز، مقارن سلطنت سلطان مسعود غزنوی، به آذربایجان وارد شدند. وهسودان مقدم آنان را گرامی داشت تا از نیروی جنگی ایشان بهره جوید. اندکی بعد، ترکان به مراغه یورش بردند و مسجد آنجا را به آتش کشیدند و اهالی شهر را قتل‌عام کردند. وهسودان به یاری ابوالهیجابن ربیب‌الدوله، رهبر کردان هذبانی و حاکم ارومیه، به ترکان حمله بردند و بسیاری از آنان را کشتند.
در ۴۳۴، زلزلهٔ مهیبی در تبریز رخ داد. هر چند وهسودان از آن جان به در برد، اما کاخ او و شهر ویران شد و حدود پنجاه هزار نفر کشته شدند. چندی بعد، وهسودان به‌آباد کردن شهر پرداخت، به طوری که ناصر خسرو که در سال ۴۳۸ به تبریز رفته بود، آنجا را شهری آباد وصف کرده است. وهسودان در دورهٔ حکمروایی خود، اسپهبد موغان (گروهی از مردم کوه‌نشین که به اطاعت از اسلام در نیامده بودند) را شکست داد و به فرمان خویش درآورد.
در ۴۴۶، طغرل سلجوقی به آذربایجان لشکر کشید. وهسودان که یارای مقابله با وی را نداشت، به اطاعت طغرل درآمد و به نامش خطبه خواند. وهسودان همچنین پسرش را به رسم نوا، به دربار سلطان سلجوقی فرستاد و به این ترتیب روادیان خراج‌گزار ترکان سلجوقی شدند. وهسودان تا سال ۴۵۰ حکومت کرد و پس از او، پسرش مملان به حکومت رسید. تلاش او نیز برای جلوگیری از سلطه سلجوقیان به جایی نرسید. وهسودان دو پسر دیگر به نامهای ابوالهیجا منوچهر و ابوالقاسم عبداللّه داشت. به گفتهٔ کسروی، شاید منوچهر همان پسری باشد که وهسودان به رسم نوا، نزد طغرل فرستاد، ولی اینکه او چه زمانی در خراسان بوده است، معلوم نیست. از ابوالقاسم عبداللّه نیز جز در قصیده‌ای که قطران سروده است، نامی نیست.

## پایان
حکومت روادیان در ۴۶۳ با خلع مملان از حکومت، از سوی آلب‌ارسلان پایان یافت.
مینورسکی از کتابی به نام تاریخ آذربایجان، تألیف ابوالهیجا روادی یاد کرده است که اینک موجود نیست. ظاهراً این کتاب رویدادهای سالهای ۳۶۹ تا ۴۲۰ را دربرداشته است.

## نگارخانه
امامزاده چهارمنار در تبریز، محل دفن امیران روادی:

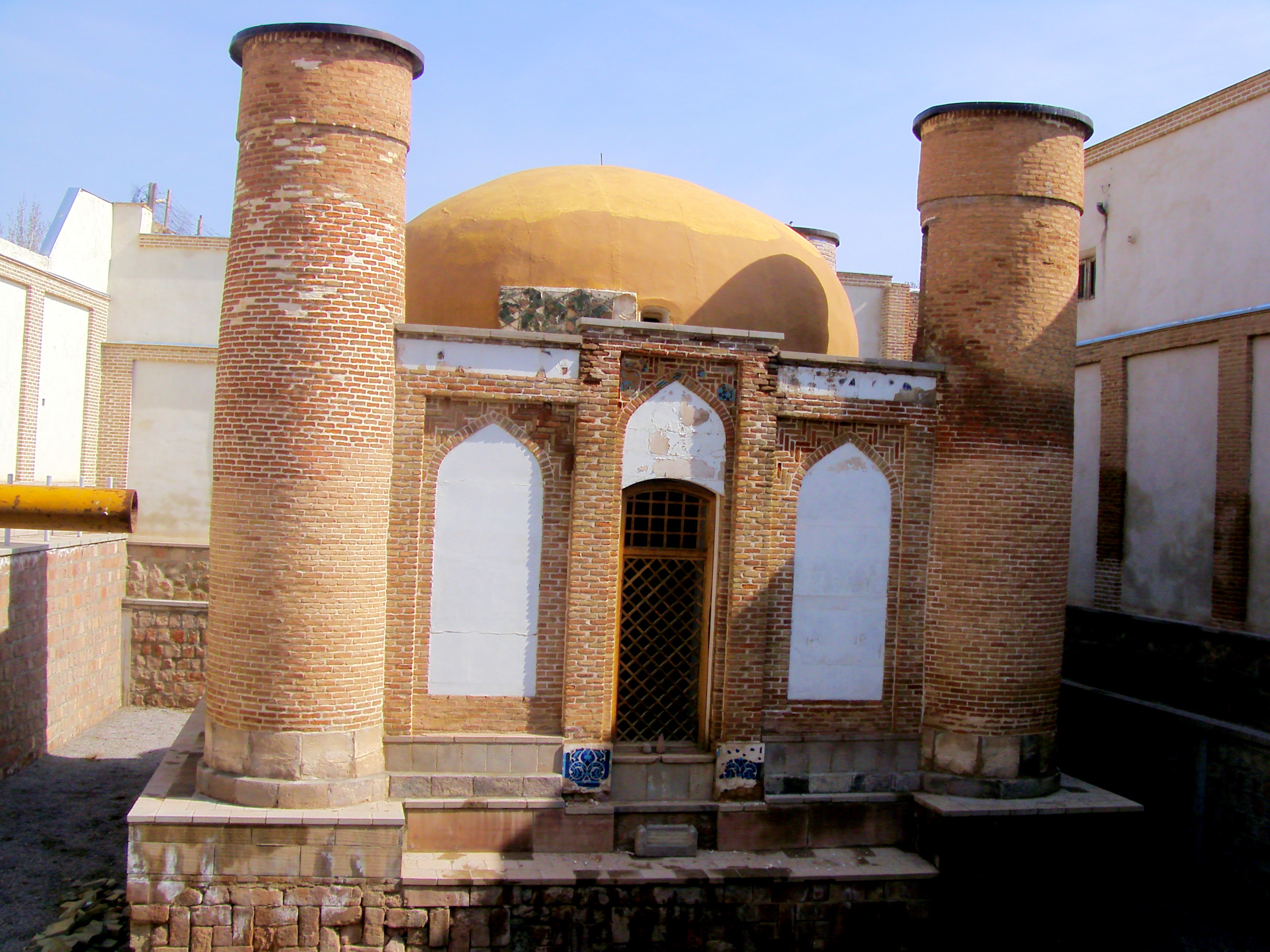
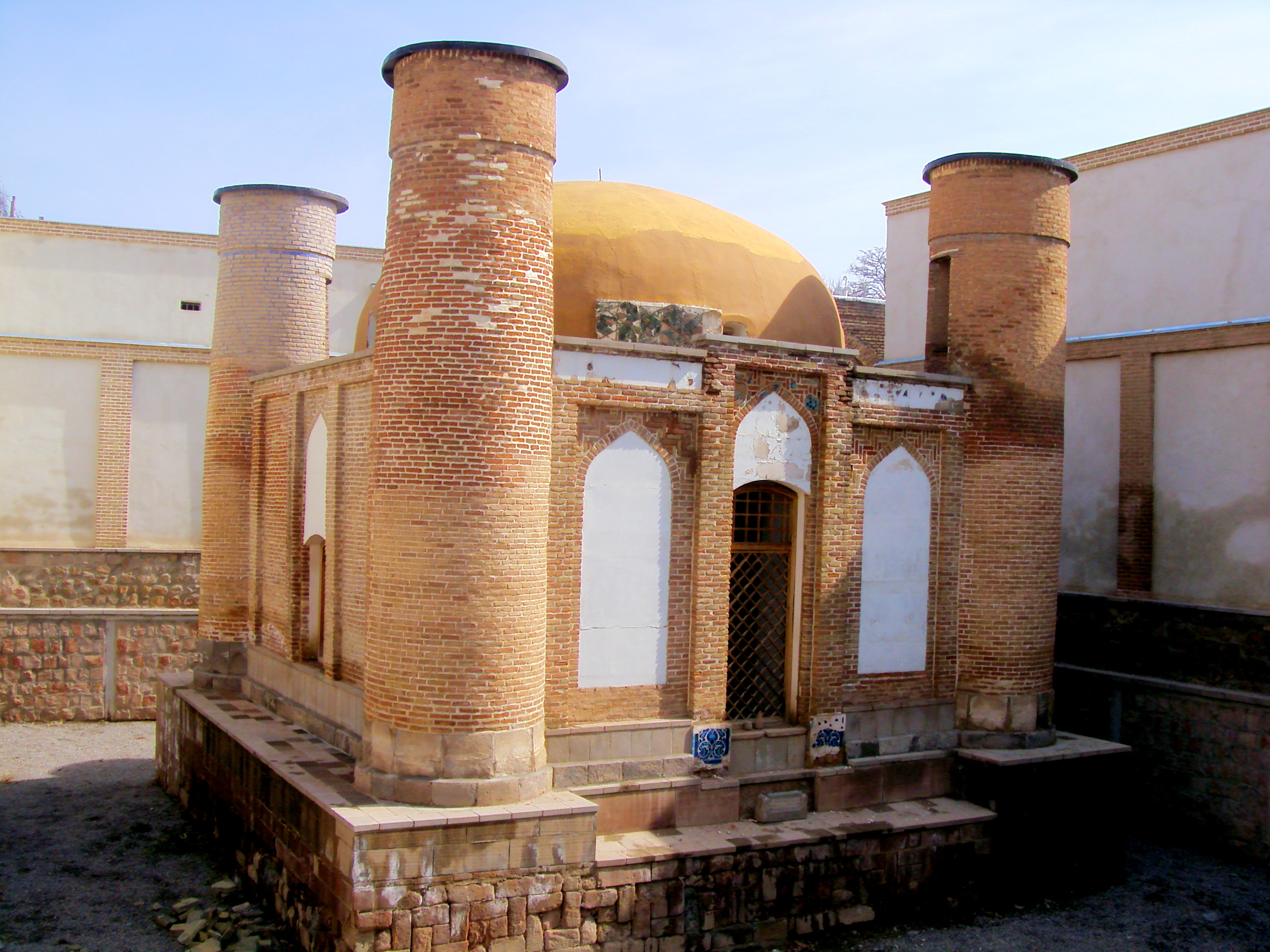
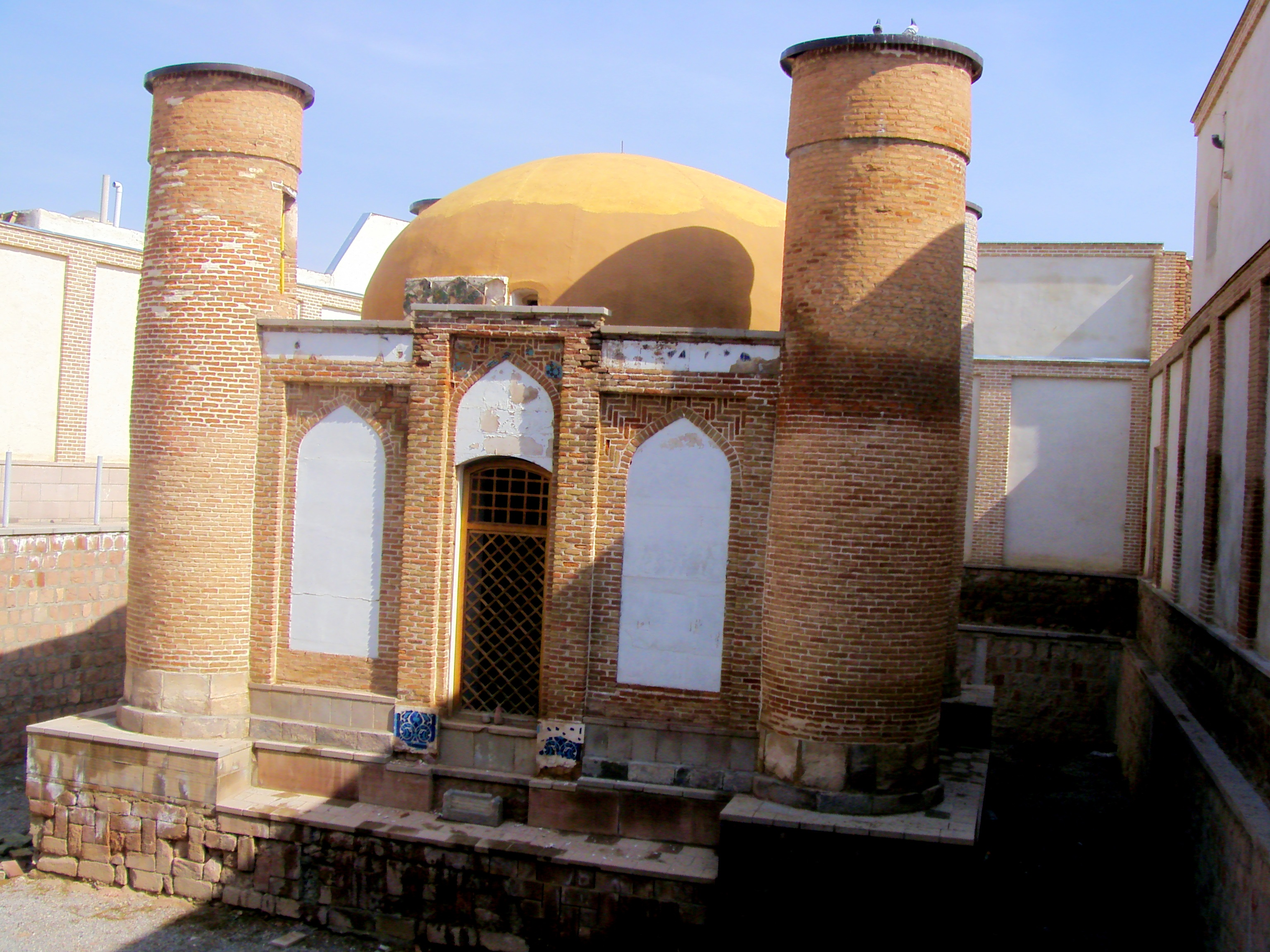